# Красноводско плато
Красноводското плато (на руски: Красноводское плато) е пустинно плато в западната част на Туркменистан, разположено основно но Красноводския полуостров, на източното крайбрежие на Каспийско море, между заливите Кара Богаз Гол на север и Красноводския на юг. Максимална височина 328 m, в югоизточната му част. Изградено е главно от варовици, мергели и гипс. За релефа му е характерно редуването на обширни плоски възвишения с широки понижения и остътъчни височини, с относителна височина до 40 m. На юг завършва с резкия отстъп Кюряменкюре и е усложнено от възвишението Кувадаг. Преобладава глинестата и каменистата пустиня. Основната растителност е пустинният пелин и солянката, на север има пясъчни масиви, частично обрасли с черен саксаул, а на североизток е заето от солончакови падини. В южното му подножие е разположен град Туркменбаши (бивш Красноводск).